# Camaricus nigrotesselatus
Camaricus nigrotesselatus là một loài nhện trong họ Thomisidae.
Loài này thuộc chi Camaricus. Camaricus nigrotesselatus được Eugène Simon miêu tả năm 1895.